# کریس هرد
کریس هرد (انگلیسی: Chris Herd؛ زادهٔ ۴ آوریل ۱۹۸۹) یک بازیکن فوتبال اهل استرالیا است.
از باشگاه‌هایی که در آن بازی کرده‌است می‌توان به باشگاه فوتبال وایکام واندررز، استون ویلا، باشگاه فوتبال لینکولن سیتی، و باشگاه فوتبال پورت ویل اشاره کرد.
وی همچنین در تیم ملی فوتبال استرالیا بازی کرده‌است.